# Vickers VC7
Die Vickers VC7 war die geplante zivile Ausführung als Passagierjet des ebenfalls geplanten militärischen V-1000 Frachtflugzeug das auf dem Bomber Vickers Valiant basierte.

## Geschichte
Die Vickers-Armstrongs VC7 war ein geplantes Passagierflugzeug mit Jetantrieb, dass auf dem geplanten Militärtransportflugzeug Vickers V-1000 basierte. Die Vickers VC7 setzte sich gegen den auf der Avro Vulcan basierenden Avro 722 Atlantic und die auf dem Handley Page Victor basierenden Handley Page HP.111 durch. Die Vickers VC7 wäre entweder mit Motoren von Bristol Olympus oder Rolls-Royce Conway angetrieben worden. Das Design hat viele Ähnlichkeiten mit dem Vickers Valiant, einem der V-Bomber, aber auch wesentliche Änderungen. Die VC7 war als ein transatlantisches Jet-Verkehrsflugzeug für die British Overseas Airways Corporation (BOAC) vorgesehen. Faktisch gesehen verfügte das britische Versorgungsministerium BOAC als (ziviler) Erstkunde die VC7 zu beschaffen. BOAC selbst hatte aber größeres Interesse an der Boeing 707 als an der VC7.
Ohne die zivile Ausführung VC7 war der Preis der V1000 aber auch für das britische Versorgungsministerium zu hoch, im Gegenzug war auch die Fertigung der VC7 ohne den militärischen Auftrag der V-1000 und der ausbleibenden Bestellung durch BOAC nicht wirtschaftlich.
Dies führte 1955 zur folgenden Situation: Zu diesem Zeitpunkt war der Prototyp der V-1000 bereits weitgehend fertiggestellt, beschloss das Versorgungsministerium, das V-1000-Projekt Mitte der Entwicklungsphase einzustellen. Zu diesem Zeitpunkt hatte das Design das Interesse der Fluggesellschaften geweckt und dazu geführt, dass von konkurrierenden US-Herstellern Re-Designs durchgeführt wurden, die sich auf das Design der Boeing 707 und der Douglas DC-8 auswirkten. Ihre Annullierung war Gegenstand erheblicher Debatten im House of Commons.
Die Konstruktion des Militärtransporterentwurf V-1000 und dessen zivilem Ableger VC7 wurden aber weiterverwendet für die VC10. Hauptneuerung war die Positionierung der Triebwerke. Die Erfahrungen hatten gezeigt, dass die Tragflächenkonstruktion mit in den Flächen integrierten Triebwerken sehr störanfällig war. Daher wurde entschieden, die vier Triebwerke am Heck anzubringen.

## Versionen
- VC7: ziviles Passagierflugzeug
- V-1000: militärischer Truppentransporter, Tank- und Materialtransportflugzeug für den Support der V-Bomber.

## Konstruktion
Die VC7 unterschied sich von der Valiant im Besonderen durch folgende Punkte:
Die Höhenruder wurden unterhalb des Seitenruders am Rumpf angebracht, so wie es bei vielen heutigen Verkehrsflugzeugen der Fall ist, und nicht als „Crosstail“ mittig am Seitenleitwerk. Die Flügel wurden anstelle einer Hochdeckerkonfiguration an der Rumpfunterseite angebracht, machten die VC7 zu einem Tiefdecker. Dies hatte eine Kürzung der Hauptfahrwerkstrebe und eine Verlängerung der Bugfahrwerkstrebe zur Folge.
Der gesamte Rumpf wurde zu einem Druckrumpf überarbeitet. Der Bug des Bombers wurde durch eine Neukonstruktion ersetzt, die der konventionellen Cockpit, Bugauslegung von Jetpassagierflugzeugen entsprach. Im Zuge der Entwicklung wurden die Flügel mit je einem Strömungskörper (auch Küchemann-Karotten genannt) wie bei der Convair CV-990 versehen. An und für sich sah die V1000 / VC7 wie eine vergrößerte de Havilland DH.106 Comet aus, jedoch waren die Triebwerke im Verhältnis zur Comet weiter außen im Flügel angebracht. Damit wollte man die Lärmemissionen in der Kabine vermindern und den Rumpf besser von den heißen Triebwerksabgasen schützen.

## Technische Daten
| Kenngröße             | Daten                                                                |
| --------------------- | -------------------------------------------------------------------- |
| Besatzung             | 3+5                                                                  |
| Passagiere            | 100–200                                                              |
| Länge                 | 44,50 m                                                              |
| Spannweite            | 140 ft (42,7 m)                                                      |
| Höhe                  | 38,5 ft (11,7 m)                                                     |
| Flügelfläche          | 303,1 m²                                                             |
| Flügelstreckung       | 6,0                                                                  |
| Nutzlast              | 57.400 kg                                                            |
| Leermasse             | 49.487 kg                                                            |
| max. Startmasse       | 104.780 kg                                                           |
| Reisegeschwindigkeit  | 830 km/h (450 kn)                                                    |
| Höchstgeschwindigkeit | 925 km/h                                                             |
| Dienstgipfelhöhe      |                                                                      |
| Reichweite            | 6.700 km (3.600 sm) bei 8.600 kg Nutzlast                            |
| Triebwerke            | 4 × Rolls-Royce Conway-Turbofan mit je 15.000 lbf (67 kN) Schubkraft |